# Алисон Камерон
Докторка Алисон Камерон (енгл. Allison Cameron) је измишљени лик, протагониста Фоксове болничке серије Доктор Хаус који тумачи Џенифер Морисон.
Камерон је по ужој специјалности имунолог, а била је један од чланова тима Одсека за дијагностику у болници Принстон - Плејнсборо (енгл. Princeton-Plainsboro Teaching Hospital).